# Canadian International Paper Company

La Canadian International Paper Company (CIP) était une entreprise de produits forestiers basée à Montréal, une ancienne filiale de la International Paper. Elle a été initialement formée sous le nom de la St. Maurice Lumber Company en 1919, mais a été renommé en 1925. Elle a été vendue à Canadian Pacific Forest Products au début des années 1980, qui est devenu Avenor Inc. en 1994; cette société a ensuite été achetée par Bowater en 1998.

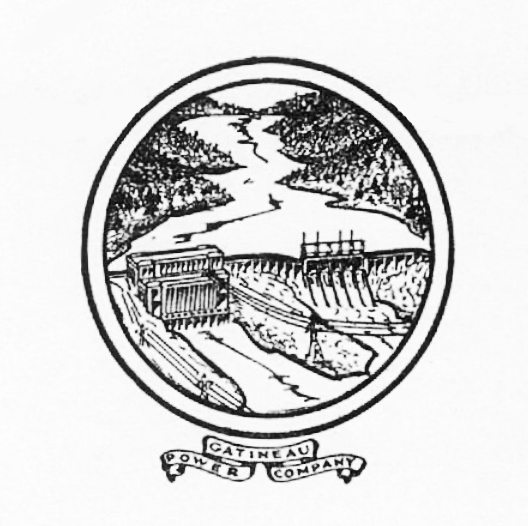
Logo du Gatineau Power Company

L'entreprise exploitait des usines à Gatineau, Trois-Rivières, Témiscaming, La Tuque, Matane, Hawkesbury, Grand Falls et Corner Brook et Dalhousie, au Nouveau-Brunswick .
Cette entreprise a mis sur pied la Gatineau Power Company, qui a établi des centrales hydroélectriques sur le cours inférieur de la rivière Gatineau. Maintenant, ces usines sont exploitées par Hydro-Québec .
L'usine de Témiscaming a été construite à l'origine par la Riordon Pulp and Paper Company, rachetée plus tard par la CIP. Lorsque CIP a voulu fermer son usine dans cette seule ville industrielle, les employés ont formé Tembec pour reprendre l'exploitation. Le département de recherche de CIP a été créé en 1923 par la société Riordon, deux ans avant son acquisition par CIP.